# Zosin (Hrubieszów)
Pour les articles homonymes, voir Zosin.
Zosin (prononciation : [ˈzɔɕin]) est un village polonais de la gmina de Horodło dans le powiat de Hrubieszów de la voïvodie de Lublin dans l'est de la Pologne, à la frontière avec l'Ukraine.
Il se situe à environ 6 kilomètres au sud-est de Horodło (siège de la gmina), 16 kilomètres à l'est de Hrubieszów (siège du powiat) et 116 kilomètres à l'est de Lublin (capitale de la voïvodie).
Le village comptait approximativement une population de 229 habitants en 2008.

## Histoire
De 1975 à 1998, le village est attaché administrativement à la voïvodie de Zamość.

Depuis 1999, il fait partie de la voïvodie de Lublin.